# Anne Bacon
Anne Bacon, nata Anne o Ann Cooke (Essex, 1527/1528 – St Albans, 27 agosto 1610) è stata una letterata e traduttrice inglese.
Donna di grande cultura e poliglotta, fu la madre di Francis Bacon.

## Biografia
Anne o Ann Cooke nacque nell'Essex intorno al 1528, una delle cinque figlie di Anthony Cooke, il tutore del futuro Edoardo VI. Cooke impartì un'educazione di primissimo ordine a tutti i suoi nove figli, quattro maschi e cinque femmine, indipendentemente dal loro sesso ed Anne divenne fluente in latino, italiano, francese, greco, spagnolo e forse anche ebraico. Anche sua sorella Elizabeth Cooke fu una donna di grande cultura e, come lei, tradusse numerosi testi religiosi.
Nel 1550, all'età di ventidue anni, tradusse i sermoni di Bernardino Ochino in inglese (Ochines Sermons). Nel 1553 sposò Sir Nicholas Bacon, da cui ebbe i due figli Anthony e Francis Bacon, di cui curò personalmente l'istruzione durante i primi anni di vita. Dopo il matrimonio fu per un periodo anche dama di compagnia di Elisabetta I e si distinse per la sua profonda fede puritana e lo zelo anti-papista. La sua profonda educazione le permise di dialogare, discutere e dibattere con alcuni dei maggiori teologi dell'epoca. Nel 1564 tradusse in inglese dal latino l'Apology for the Church of England del vescovo anglicano John Jewel.
Il suo ricco epistolario si compone non solo di scambi eruditi con alcuni dei maggiori teologi del tempo, ma anche di numerose lettere ai figli, in cui mostra sempre un affettuoso interesse per il loro benessere fisico, emotivo e religioso. Francis Bacon, in particolare, fu particolarmente legato alla madre e diede indicazioni di essere sepolto accanto a lei dopo la sua morte. Anne Bacon morì verso la fine dell'agosto 1610 e fu sepolta nella chiesa di San Michele di St Albans.

## Opere
- Sermons of Barnardine Ochyne, (to the number of 25.) concerning the predestination and election of god: very expedient to the setting forth of his glory among his creatures (1550)
- An apologie or answere in defence of the Churche of Englande, with a briefe and plaine declaration of the true religion professed and used in the same. (1564)